# Tim Norell
Tim Norell (Stoccolma, 29 ottobre 1955 – Gustavsbergs, 16 dicembre 2023) è stato un tastierista, compositore e produttore discografico svedese.

## Biografia
Di formazione classica, iniziò la propria carriera nel 1976 prendendo parte al progetto Ola + 3, fondato dal cantante Ola Håkansson. Nel 1979, dopo la pubblicazione di un album e una partecipazione al Melodifestivalen, il progetto assunse la forma di un gruppo con l'entrata di altri tre componenti e grazie al cambio di nome in Secret Service.
Pur lavorando all'ombra degli altri componenti non apparendo mai in video e foto ufficiali del gruppo, Norell rimarrà parte attiva nella composizione delle musiche dei brani dei Secret Service, nella maggior parte dei casi firmate da lui.
A partire dal 1984 Norell, insieme ad Håkansson, iniziò l'attività di produttore e autore per altri artisti, fondando nel 1987 (anno dello scioglimento dei Secret Service) il Megatrio (composto da Norell, Håkansson e Anders Hansson, già presente nei Secret Service come polistrumentista). In quello stesso periodo fondò, assieme a Håkansson e al paroliere Alexander Bard, un secondo progetto chiamato Norell-Oson-Bard, dedito alla composizione musicale.